# Карели (Сосновский район)
Каре́ли — посёлок в Сосновском районе Тамбовской области России. Входит в состав Ольховского сельсовета.

## География
Карели расположен в пределах Окско-Донской равнины, у впадения в реку Ламочка её притока Ольшанка двумя кварталами. Северная часть сливается с селом Ольхи, центром поселения, южная — с пос. Ушаковка. Жилые зоны разделяет автодорога 68Н-049. Примерно в 500 метрах на северо-восток находится деревня Гавриловка.
Климат
Карели находится, как и весь район, в умеренном климатическом поясе, и входит в состав континентальной климатической области Восточно-Европейской равнины. В среднем в год выпадает от 350 до 450 мм осадков. Весной, летом и осенью преобладают западные и южные ветра, зимой — северные и северо-восточные. Средняя скорость ветра 4-5 м/с.

## История
Впервые упоминается в 1926 году.
Согласно Закону Тамбовской области от 17 сентября 2004 года № 232-З  посёлок вошёл в образованное муниципальное  образование Ольховский сельсовет.

## Население
| 2010 |
| ---- |
| 51   |

## Инфраструктура
Личное подсобное хозяйство. В советское время было развито коллективное хозяйство.

## Транспорт
Просёлочные дороги. Подъездная дорога к автодороге 68Н-049.